# 福田紀彦
福田 紀彦（ふくだ のりひこ、1972年〈昭和47年〉4月20日 - ）は、日本の政治家。神奈川県川崎市長（公選第18代）。元神奈川県議会議員（2期）。

## 来歴
川崎市立長沢小学校、川崎市立長沢中学校卒業後、父親の転勤によりアメリカ合衆国ジョージア州アトランタに移住。アトランタマッキントッシュハイスクールを卒業。
米国ファーマン大学政治学専攻卒業後、衆議院議員松沢成文の秘書、公設第一秘書などを務める。
2003年、神奈川県議会議員選挙（川崎市宮前区）に民主党公認で初当選し、県議会最年少議員となる。2007年、神奈川県議会議員選挙で2期目当選。
県議会では、税、医療・福祉、教育、環境などの分野を中心に各常任委員会、特別委員会の委員を務める。また、県の審議会としては神奈川県市町村合併推進審議会、生涯学習審議会、労働審議会、神奈川県国土利用審議会などそれぞれの委員を務める。「マニフェスト大賞」の、2008年度・2009年度の実行委員長として活動。
2009年10月、川崎市長選挙に無所属（民主党推薦）で出馬するが、現職の阿部孝夫に敗れ落選（阿部：145,688票、福田：117,456票、投票率：36.09%）。
その後、神奈川県知事松沢成文の秘書、早稲田大学マニフェスト研究所客員研究員を経て、2013年、川崎市長選挙に再び無所属で立候補。
選挙戦では、川崎市財政局長を辞し、自民・民主・公明3党の推薦、及び阿部孝夫川崎市長（当時）から事実上の後継指名を受けて無所属で出馬した秀嶋善雄、日本共産党の推薦を受け無所属で出馬した市民団体役員の君嶋千佳子を破り、当選を果たした（福田：142,672票、秀嶋：139,814票、君嶋：85,475票、投票率：32.82%）。
同年11月19日、川崎市役所に初登庁し、正式に第12代川崎市長に就任した。2017年、川崎市長選挙に再び無所属で立候補し、再選。
2021年10月、3期目当選。

## 市政

### 待機児童ゼロ
「待機児童ゼロ対策推進本部」を設置し、待機児童ゼロ対策に向けて、認可保育所の整備や基準を満たす認可が保育所（川崎認定保育園）の保育料補助を拡充するほか、徹底した丁寧な相談・マッチングを実施。就任前の平成25年4月1日時点の待機児童数は438人（県内ワースト）を就任から1年5ヶ月後の、平成27年4月1日時点の待機児童数ゼロを達成。
令和6年4月　待機児童数ゼロを4年連続で達成。
令和6年6月〜令和7年3月　「こども誰でも通園制度（仮称）」の試行実施。

### 地域の寺子屋事業
平成26年度に学習支援と体験活動・世代間交流を行うものとして、中原小学校と富士見台小学校を皮切りに、市内8箇所において開講。学校を中心として子供達とシニア世代が多世代で交流する拠点となっており、学校の授業では体験できないことを、地域の中で教え合う・学び合う仕組みで規模を拡大しつづけ、令和6年11月現在176校（小学校118校・中学校58校）中96校で開講中。

### 中学校給食
市長就任から1年の平成25年11月に「川崎市立中学校給食の基本方針」を決定。センター方式として、南・中・北部の3箇所に給食センターを設置。効率的な整備・運用手法を検討し、平成26年10月「中学校完全給食実施方針」発表。
平成29年12月には市内52校完全給食実施（約34,000食）

### 健幸福寿プロジェクト
要介護度の維持改善に貢献した事業者にインセンティブを与える新たな仕組みづくりを検討するため、平成26年4月に「かわさき健幸福寿プロジェクト」を設置。モデル事業を経て平成28年7月から本格実施。毎期60％程度、要介護度が改善または平均以上を維持の実績。
・第7期の参加者数：437名（1期から7期を通じて累計2,841名が参加）
・参加事業所数：301事業所（1期から7期を通じて延べ739事業所が参加）

### 地域包括ケアシステム
地域包括ケアシステムを推進するための基本方針として平成27年3月に「地域包括ケアシステム推進ビジョン」を策定。地域包括ケアは、高齢者や障害者、子育て世帯など、それぞれが抱える悩みを地域で支え合う互助の仕組みづくりで、基礎自治体の使命だとの考えで、住民のつながりは欠かせないものであり、住民同士をつなぐコーディネートを果たすことを目的に、平成28年4月、区役所に「地域みまもり支援センター」を設置。
現在100以上の団体・企業に『川崎市地域包括ケアシステム連絡協議会』が協力。保健・医療・福祉の専門職や事業者のほか、地域団体、経済関係者、市の職員などがそれぞの取り組みをシェアしている。
令和4年4月　川崎市立看護大学（4年制大学）を開講し、地域包括ケアシステムに資する高度な人材育成を進めている。
令和6年8月　看護大学大学院　設置認可を受ける。（令和7年開学予定）

### 小児医療費助成制度
本来小児医療費のあり方については、国において全国一律の制度とすべきとの考えだが、近隣都市の動向や持続可能性に配慮して制度拡充についての判断を重ねる。平成25年度から段階的に引き上げ、令和5年9月からは中学校3年制まで拡充・通院医療費助成の所得制限を撤廃（平成31年1月　入院医療費助成の所得制限廃止）

### 市役所のデジタル化
市民生活に影響がある利用件数が多い手続きから優先してオンラインを進め、社会変容に対応すべく行政サービスのデジタル化を推進。市民が来庁することなく、いつでも、どこからでもオンラインで手続きができるよう、新電子申請システム「オンライン手続かわさき（e-KAWASAKI）や簡易版電子申請サービス、国のマイナポータルのぴっったりサービス等を活用しながら、職員みずから申請フォームを作成することで、2,489手続（令和5年4月1日時点）がオンラインで手続きできるようになった。
キャッシュレス決済可能な窓口等の拡大については、市民ニーズ等の観点から、まちづくり局建築管理課や市民館・分館など、18施設・窓口に新たにキャッシュレス決済を導入した。

### 「川崎未来エナジー株式会社」を設立
脱炭素社会の実現に向けた先導的な取組として、令和4年3月に「市域の再生可能エネルギー等利用拡大に向けた廃棄物発電有効活用計画」を策定し、再エネ電力の供給や太陽光発電等の電源開発、エネルギーマネジメント技術を活用した取組の3つを柱とする、地域エネルギー会社の設立に向け取組を進めてきた

### 100%プラリサイクル都市への挑戦
プラスチック資源循環をこれまで以上に加速するため、令和2年11月に「川崎市プラスチック資源循環への対応方針」を策定。すべての製品プラスチックの100％リサイクルに挑戦している。令和4年度以降、段階的に容器包装・製品プラスチックの一括回収を進めている。
令和6年4月　川崎区において「プラスチック資源」の収集開始
令和7年度に幸・中原区、令和8年度にその他の区でも収集を開始予定

## 政策・主張

### 朝鮮学校への補助金不交付・創設
川崎市長就任後の2013年12月10日、川崎市議会定例会本会議において、神奈川県による県内の朝鮮学校への補助金の予算計上見送りを受け、川崎市内の朝鮮学校への交付が予定され、予算に計上されていた初級学校2校で教材購入等に供される整備等補助金、教職員向けの研修費補助金、保護者に授業料のため月6千円を補助する児童等保護者補助金の3種、計840万円を交付しない意向を表明し、同年度の交付を見送った。2014年2月、交付を見送った3種の補助金を廃止し、健康診断等に用いる外国人学校児童等健康・安全事業補助金、地域間交流に用いる外国人学校児童等多文化共生・地域交流補助金の2種の補助金を創設した。現時点で市内の外国人学校は朝鮮学校のほかになく、事実上朝鮮学校への補助金となる。翌2015年にも同名目で児童への支援策として256万円の予算を計上し、福田市長は「この形で今後も継続していく。朝鮮学校だから特別ということではなく子供の安全、安心、健康のための補助金だ」と述べた。
2019年12月12日、本会議での「川崎市差別のない人権尊重まちづくり条例」全会一致の成案の際「川崎市の取り組みが、他の自治体や国に伝わっていく意味で、大きな意味がある。一里塚だというふうに思う」と述べた。

### その他
- 2020年3月25日、LGBTなど性的少数者のカップルが婚姻に相当する関係にあると認める「パートナーシップ宣誓制度」を導入すると発表した。同年7月1日に実施された[20][21]。
- 福田市長は台風19号で被害のあった市民ミュージアムの財政管理の責任を怠ったとして市民団体より住民訴訟を2020年9月2日に起こされる[要出典]。2024年2月28日、横浜地方裁判所から原告請求を棄却するとの判決が言い渡された。[22]
- 福田市長は、政務活動費の支出を適正にする義務を怠り多額の違法支出の存在を放置していたとして、市民団体より住民訴訟を2020年11月2日に起こされる[要出典]。

## 栄典
- イギリス:大英帝国勲章MBE - （2022年）[23]